# Дамкина
Дамкина (сумерска „Велика супруга“, према Дамкини) - у сумерско-акадској митологији, жена бога мудрости Енки (Еа). У вавилонским текстовима сматра се мајком Мардука, идентификоване са Нинхурсагом.

## Прослава Дамкине
Славили су је у градовима Ума и Лагаш, али највише у Малгијуму. У скраћеном облику „Дамгал“, име богиње се већ налази у теофоричним именима текстова из Фаре (24. век п. Н. Е.). Помиње се у Енума Елиш. У грчким изворима њено име се налази у облику Дауке.